# Scymnus compar
Scymnus compar är en skalbaggsart som beskrevs av Thomas Casey 1899. Scymnus compar ingår i släktet Scymnus och familjen nyckelpigor. Inga underarter finns listade i Catalogue of Life.